# Fontana di Fonseca (Nápoly)
A Fontana di Fonseca egy 17. századi barokk díszkút Nápolyban, a királyi palota mellett. Cosimo Fanzago tervezte Zuniga y Fonseca, Monterrey grófja, nápolyi alkirály kérésére. Innen származik neve is.